# Balzac (gruppo musicale)
I Balzac sono un gruppo musicale horror punk formatosi ad Osaka, in Giappone, nel 1992.
La band compone canzoni dai temi piuttosto drammatici ed oscuri uniti con sonorità punk. Hanno spesso collaborato con i Misfits, i pionieri dell'horror punk, pubblicando anche uno split album e firmando un contratto con la loro casa discografica, la Misfits Records. Tra le loro canzoni più famose c'è The end of Century.

## Formazione

### Formazione attuale
- Hirosuke Nishiyama - voce (1992-oggi)
- Atsushi Nakagawa - chitarra (1993-oggi)
- Akio Imai - basso (1997-oggi)
- Takayuki Manabe - batteria (2002-oggi)

### Ex componenti
- Tetsuya - chitarra (1992-1993)
- Anti - basso (1992-1997)
- Naoki - batteria (1992-1993)
- Kohji - batteria (1993-1997)
- Kill - batteria (1997-2002)

## Discografia

### Album
- 1995 - The Last Men On Earth
- 1997 - Deep - Teenagers From Outer Space
- 1998 - 13 Stairway -The Children Of The Night-
- 2000 - Zennō naru musū no me wa shi wo yubi sasu
- 2002 - Terrifying! Art Of Dying - The Last Men On Earth II
- 2004 - Came Out Of The Grave
- 2005 - Dark-ism; mini-album
- 2005 - Out Of The Grave And Into The Dark
- 2006 - Deep Blue: Chaos From Darkism II
- 2006 - Paranoid Dream of the Zodiac
- 2008 - Hatred: Destruction = Construction
- 2009 - Paradox (mini-album)
- 2010 - Judgement Day
- 2013 - Blackout
- 2015 - Bloodsucker

### Raccolte
- 2003 - Beyond The Darkness; best per il solo mercato statunitense
- 2003 - Out Of The Light Of The 13 Dark Night; best per il solo mercato europeo
- 2008 - THE BIRTH OF EVIL; raccolta dei primi brani